# チェロキー・フィッシャー
ウィリアム・チャールズ・"チェロキー"・フィッシャー（William Charles "Cherokee" Fisher、1844年11月 - 1912年9月26日）は、アメリカ合衆国ペンシルベニア州フィラデルフィア出身のプロ野球選手（投手）。

## 経歴
1844年、ペンシルベニア州フィラデルフィアで生まれる。
1867年に全米野球選手協会のウエスト・フィラデルフィアで野球選手としてのキャリアを始める。1871年のナショナル・アソシエーション創設はロックフォード・フォレストシティーズで迎え、翌1872年はボルチモア・カナリーズに移籍し、最優秀防御率を獲得する。1873年はフィラデルフィア・アスレチックスに移籍し、2年連続となる最優秀防御率を獲得した。
1878年、プロビデンス・グレイズで現役を引退した。
1912年、ニューヨークで死去。67歳だった。

## 詳細情報

### 通算成績
165試合56勝84敗　1326.0回123奪三振　防御率2.61

### タイトル
- 最優秀防御率 2回：1872年、1873年
- 最多セーブ投手：1回（1872年）